# Le Masque d'Halloween
Ne doit pas être confondu avec la fête d'Halloween ou Halloween, la Nuit des masques.
Pour plus de détails, voir Fiche technique et Distribution.
Le Masque d'Halloween (The Pumpkin Karver) est un film d'horreur américain réalisé par Robert Mann, sorti en 2006 directement en vidéo.
Le film suit Jonathan et sa sœur Lynn qui emménagent dans une nouvelle ville pour oublier un drame qui s’est déroulé lors de la nuit d’Halloween, un an plus tôt. Ils font alors la rencontre de Tammy et ses amis qui s’apprêtent à organiser une soirée d’Halloween dans un champ isolé. Mais la fête tourne au cauchemar lorsqu’un mystérieux tueur fait son apparition...

## Synopsis
Un soir d'Halloween, Alec rend visite à sa petite amie Lynn chez elle. Par ailleurs, il rencontre son frère Jonathan et lui fait quelques farces. Après le départ d'Alec de la maison, une personne déguisé entre discrètement et se faufile dans le garage où se trouve Lynn. Cette dernière pense qu'il s'agit d'Alec et qu'il lui fait une mauvaise blague. Mais la personne ne semble pas plaisanter et menace Lynn en sortant un couteau. Prise de panique, elle crie à l'aide et tente de sortir du garage mais elle se fait attraper par la mystérieuse personne. En entendant les cris de sa sœur, Jonathan se dirige au garage et poignarde la personne. Lynn ordonna à son frère d'arrêter en comprenant qu'il s'agissait d'une blague de son petit ami Alec. Accidentellement, Jonathan a tué le petit ami de sa sœur.
Un an plus tard, Jonathan et Lynn quittent Westminster et emménagent dans une nouvelle ville pour oublier le drame. Ils se rendent à une fête d'Halloween dans un champ isolé. Tammy, qui est amie avec Lynn, rencontre Jonathan. Lynn les retrouve pour les aider à porter les sacs de fournitures pour la fête et ensemble, ils rejoignent les autres. Tammy présente Jonathan à ses amis.
Plus tard dans la soirée, Jonathan et Tammy ramassent quelques citrouilles. Tammy les ramène dans un endroit pour les sculpter et Jonathan de son côté, part en chercher d'autres. Mais il commence à entendre une voix l'appeler. Il a aussi des visions du drame de l'an dernier. Il remarque que sur son ventre, est inscrit "Trick or Treat" (Des bonbons ou un sort). Il court rejoindre Tammy et finissent de sculpter les citrouilles. Lance, Grazer et A.J. entament une discussion avec Tammy, mais cette dernière gifle Lance et une bagarre éclate entre Jonathan et Lance.
A.J. et Rachel s'isolent dans une voiture pour s'embrasser et flirter. Mais Rachel repousse A.J. , ce qui le fait fuir. Elle constate qu'il a disparu et sort de la voiture pour lui dire de revenir. Mais en retournant dans la voiture, Rachel se fait attaquer par un mystérieux tueur. Elle tente de s'enfuir par le coffre mais elle se fait bloquer la tête par le tueur. Ce dernier sort de la voiture et commence à couper le visage de Rachel qui hurle. Mais alors qu'il sculptait une citrouille, Jonathan est arrêter par Ben Wickets, le propriétaire du champ, qui l'effraie. Ce dernier lui dit de venir avec lui pour qu'il admire ses citrouilles sculptées. Ben effraie encore Jonathan en lui racontant une histoire où il a tué une personne chez lui, faisant référence au meurtre d'Alec au début. Apeuré, Jonathan s'enfuit et rejoint les autres.
Par la suite, Grazer se fait empaler sur un outil géant dans une grange. Tammy part à la recherche de Jonathan et entre dans la grange où est empalé Grazer. Elle retrouve Lynn dehors et lui dit qu'elle ne sait pas où est passé Jonathan. Elle le retrouve finalement après être entrée dans la petite cabane de Ben. Tammy emmène Jonathan voir le paysage d'une ville et ses lumières. Ils commencent à avouer leurs sentiments amoureux l'un pour l'autre et s'embrassent, sous le regard de Ben. Jonathan se confie à Tammy en parlant de son père qui est parti dans son enfance et qui était lui aussi un sculpteur de citrouille.
Jonathan aperçoit Lance au loin, mais Tammy préfère aller le voir à sa place. Jonathan continue à entendre une voix et il se fait attaquer par le mystérieux personnage portant le même costume lors du meurtre d'Alec il y a un an. Il rejoint sa sœur Lynn en disant qu'Alec est revenu pour se venger. Mais Lynn lui dit qu'Alec est mort et qu'il ne reviendra pas. Après cela, le groupe d'amis remarque l'absence de Rachel et se sépare afin de la retrouver. Yolanda et Viki la retrouvent dans un cabanon avec le visage entaillé, toujours vivante. Les deux jeunes filles courent chercher Bonedaddy et Spinner mais Rachel a disparu du cabanon. Lorsqu'ils sont seuls, Bonedaddy et Spinner s'amusent en étant ivres. Spinner passe par-dessus une clôture et vole les citrouilles de Ben. Bonedaddy en profite pour faire ses besoins mais il se fait décapiter.
Lynn est toujours à la recherche de Jonathan (ne sachant pas qu'il a été retrouvé par Tammy) et entre à l'intérieur d'un silo. Elle tombe sur Lance qui essaie de l'embrasser mais elle se débat et court pour fuir Lance. Ce dernier se fait tuer.
Tammy, qui était partie chercher une lampe torche dans sa voiture, remarque un épouvantail au fond du champ. Elle part vérifier et voit Rachel morte avec le visage sculpté. Elle entend le tueur rôder autour et se fait attaquer. Prise de panique, elle se bat contre le tueur et court pour lui échapper. Elle entre dans une vieille réserve pour se cacher mais se fait rattraper par le tueur. Ce dernier entre à son tour. De son côté, Lynn découvre aussi Rachel en épouvantail. Tammy sort de sa cachette mais son pied trébuche dans un piège à ours. En entendant son cri, le tueur aperçoit Tammy et la maîtrise. Lynn trouve le cadavre de Lance pendu et son visage sculpté. Le tueur poignarde Tammy dans la poitrine. Lynn essaie de lui venir en aide mais il était trop tard. Lorsque Lynn rentre dans la vieille réserve, elle trouve le cadavre de Tammy assise dans la camionnette de Ben Wickets avec le visage entièrement sculpté formant une citrouille et une bougie coincée dans la bouche. Ben attrape le bras de Lynn et l'effraie. Jonathan apparaît et lui dit de laisser sa sœur tranquille. Lynn suppose que Ben a tué Tammy, Lance et Rachel mais ce dernier nie. Lynn sort de la réserve et part appeler la police, laissant son frère seul avec Ben. Les deux hommes débutèrent un combat et Jonathan constate que Ben prend l'apparence d'Alec avec le costume et la tête de citrouille. Lynn sauve son frère en poignardant Ben dans le dos. Mais Jonathan, qui ne voit qu'Alec, continue de le poignarder (faisant référence à la même scène au début du film). Mais à la fin, il remarque qu'il ne s'agit pas d'Alec mais de Ben.
Après la terrible scène, Jonathan et Lynn rentrent chez eux. Mais lorsqu'ils montent dans leur voiture, Jonathan semble avoir un problème. Il est possédé par Alec et se munit d'un sculpteur et le pointe vers Lynn...

## Fiche technique
- Titre français : Le Masque d'Halloween
- Titre original : The Pumpkin Karver
- Réalisation : Robert Mann
- Scénario : Robert Mann et Sheldon Silverstein
- Musique : David Kowal
- Montage : Philip Hurn
- Casting : Suzie Magrey
- Décors : George Stokes
- Photographie : Philip Hurn
- Production : Phil Fagan
- Société de production : Mannatee Films
- Pays d'origine : États-Unis
- Genre : horreur
- Durée : 90 minutes
- Dates de sortie : 
  -  États-Unis : 31 octobre 2006 (en DVD)
  -  France : 18 août 2009 (en DVD)
- Interdit aux moins de 12 ans

## Distribution
- Michael Zara : Jonathan Starks
- Amy Weber : Lynn Starks
- Minka Kelly : Tammy Boyles
- Terrence Evans : Ben Wickets
- David J. Wright : Alec / tête de citrouille
- David Austin : Lance
- Charity Shea : Rachel
- Misti Adams : Yolanda
- Briana Gerber : Viki
- Jared Show : Grazer
- Jonathan Conrad : A.J.
- David Phillip : Bonedaddy
- Alex Weed : Spinner
- Brian Kary : MIB #1
- Bryan Jamerson : MIB #2